# Episodi de L'alienista (prima stagione)
La prima stagione della serie televisiva L'alienista, composta da 10 episodi, è stata trasmessa negli Stati Uniti, da TNT, dal 21 gennaio al 26 marzo 2018. Il primo episodio è stato trasmesso in anteprima il 21 gennaio 2018, ma l'anteprima ufficiale della serie è stata il giorno dopo, il 22 gennaio 2018.
In Italia la stagione è stata interamente pubblicata il 19 aprile 2018 su Netflix.
| n° | Titolo originale       | Titolo italiano                   | Prima TV USA     | Pubblicazione Italia |
| -- | ---------------------- | --------------------------------- | ---------------- | -------------------- |
| 1  | The Boy on the Bridge  | Il ragazzo sul ponte              | 21 gennaio 2018  | 19 aprile 2018       |
| 2  | A Fruitful Partnership | Omicidi nascosti                  | 29 gennaio 2018  | 19 aprile 2018       |
| 3  | Silver Smile           | Sorriso d'argento                 | 5 febbraio 2018  | 19 aprile 2018       |
| 4  | These Bloody Thoughts  | Pensieri diabolici                | 12 febbraio 2018 | 19 aprile 2018       |
| 5  | Hildebrandt's Starling | Lo storno di Hildebrandt          | 19 febbraio 2018 | 19 aprile 2018       |
| 6  | Ascension              | Ascensione                        | 26 febbraio 2018 | 19 aprile 2018       |
| 7  | Many Sainted Men       | Un cospicuo numero di sant'uomini | 5 marzo 2018     | 19 aprile 2018       |
| 8  | Psychopathia sexualis  | Psychopathia Sexualis             | 12 marzo 2018    | 19 aprile 2018       |
| 9  | Requiem                | Requiem                           | 19 marzo 2018    | 19 aprile 2018       |
| 10 | Castle in the Sky      | Castello nel cielo                | 26 marzo 2018    | 19 aprile 2018       |

## Il ragazzo sul ponte
- Titolo originale: The Boy on the Bridge
- Diretto da: Jakob Verbruggen
- Scritto da: Hossein Amini

### Trama
Nel 1896, l'alienista Laszlo Kreizler invia l'illustratore del New York Times John Moore per illustrare il corpo di un tredicenne ucciso, che si prostituiva su un ponte. Kreizler vede le somiglianze tra l'omicidio del ragazzo e quello di tre anni prima di due gemelli, in particolare nel modo in cui uno dei due è stato trovato. Chiede a Moore di chiedere alla segretaria del commissario Theodore Roosevelt, Sara Howard, la cartella dei gemelli e chiede un'autopsia sui loro corpi, data la mancanza di risultati sufficienti nel fascicolo. Roosevelt parla con Paul Kelly e James T. Ellison detto Biff e chiede il loro trasferimento da Paresis Hall. Kreizler vede un uomo tra la folla e lo insegue fino ad un edificio vuoto. Non trovandolo da nessuna parte, sospetta sia scappato attraverso il tetto. Kreizler deduce che deve pensare come l'assassino per capire il motivo e la situazione.

## Omicidi nascosti
- Titolo originale: A Fruitful Partnership
- Diretto da: Jakob Verbruggen
- Scritto da: Hossein Amini e E. Max Frye

### Trama
Kreizler chiede ad un becchino se è a conoscenza delle recenti vittime che nega. Dopo uno spettacolo d'opera, Kreizler e Moore incontrano Roosevelt e il sindaco William Lafayette Strong, presentando la possibile connessione tra le vittime, sebbene Roosevelt sia scettico, permette con riluttanza a Howard di essere il collegamento tra lui e la squadra di Kreizler.

## Sorriso d'argento
- Titolo originale: Silver Smile
- Diretto da: Jakob Verbruggen
- Scritto da: Gina Gionfriddo

### Trama
Stevie salva Moore e lo riporta alla residenza di Kreizler, ma non ricorda dell'accaduto e nega di essere andato al bordello per motivi diversi dalle indagini.

## Pensieri diabolici
- Titolo originale: These Blood Thoughts
- Diretto da: James Hawes
- Scritto da: Gina Gionfriddo e Cary Joji Fukunaga

### Trama
Per comprendere la mente di un sadico, Kreizler va a trovare una sua ex paziente. John ha una teoria sul sorriso d'argento. La signora Santorelli riceve una lettera di minacce.

## Lo storno di Hildebrandt
- Titolo originale: Hildebrandt's Starling
- Diretto da: James Hawes
- Scritto da: E. Max Frye

### Trama
Kreizler e la sua squadra costruiscono un profilo dell'assassino, ma ha una reazione dopo che Howard suggerisce che anche una madre violenta avrebbe potuto avere un ruolo del serial killer.

## Ascensione
- Titolo originale: Ascension
- Diretto da: Paco Cabezas
- Scritto da: E. Max Frye

### Trama
Kreizler e la sua squadra hanno messo in moto un'operazione segreta con Stevie usata come esca per attirare il serial killer in un altro bordello.

## Un cospicuo numero di sant'uomini
- Titolo originale: Many Sainted Men
- Diretto da: Paco Cabezas
- Scritto da: John Sayles

### Trama
Il corpo di Rosie è stato ritrovato sotto la Statua della Libertà, presentando segni rivelatori diversi rispetto al precedente, ma oltre al cuore, è stato rimosso anche un occhio.

## Pyschopathia Sexualis
- Titolo originale: Pyschopathia Sexualis
- Diretto da: David Petrarca
- Scritto da: John Sayles

### Trama
Kreizler e Moore si recano a Washington per indagare ulteriormente sul loro possibile assassino, e Moore visita la biblioteca mentre Kreizler fa domande a St. Elizabeth, solo per scoprire che il loro sospetto è morto quattro mesi prima. Mary viene uccisa, gettata sulla zavorra.

## Requiem
- Titolo originale: Requiem
- Diretto da: Jamie Payne
- Scritto da: Hossein Amini

### Trama
Si sono svolte i funerali, dopodiché Kreizler decide di ritirarsi dalle indagini, trascorrendo del tempo a piangere la sua perdita.

## Castelli nel cielo
- Titolo originale: Castle in the Sky
- Diretto da: Jamie Payne
- Scritto da: Cary Joji Fukunaga, John Sayles e Chase Palmer

### Trama
Moore si precipita sulla scena del delitto più recente ed è sollevato che non sia Joseph.